# Boldklubben Frem af 1886
El Boldklubben Frem af 1886 (també anomenat Frem, BK Frem o BK Frem København) és un club de futbol danès de la ciutat de Copenhaguen, al districte de Valby. El club també té una secció de criquet.

## Història
El BK Frem va ser fundat com Fremskridtsklubbens Cricketklub el 17 de juliol de 1886. L'any 1887 s'introduí la secció de futbol i el nom fou canviat a Boldklubben Frem, stiftet af Fremskridtsklubben (literalment, El Club de Pilota Endavant, fundat pel Club Progrés).
Amb la creació de la primera competició futbolística del país el 1889, el Frem fou convidat a participar-hi, i el 1890 fou el primer club capaç de derrotar el KB. El 1902 guanyà el seu primer campionat oficial. El 1912 s'uní a la selecció local Stævnet, que jugà molts partits d'exhibició arreu del país.
Entre 1923 i 1944 va guanyar 6 campionats danesos. A partir del 1983 el club començà a partir problemes econòmics que el portaren a descendir el 1993 fins a les Danmarksserien després d'una fallida causada per un deute de 8.500.000 de corones daneses.

## Palmarès

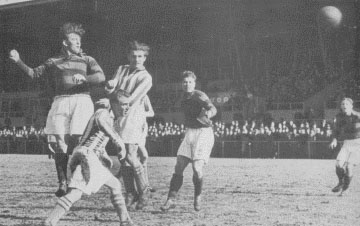
Partit enfront l'AB als anys 40.

### Futbol
- Lliga danesa de futbol (6): 1922-23, 1930-31, 1932-33, 1935-36, 1940-41, 1943-44
- Copa danesa de futbol (2): 1956, 1978
- Campionat de Copenhaguen de futbol (4): 1902, 1904, 1923, 1933
- Copa de Copenhaguen de futbol (6): 1927, 1927, 1938, 1940, 1943, 1946
- Copa Baneklubberne (1): 1911

### Criquet
- Campionat de Copenhaguen (2): 1894, 1898

## Estadis

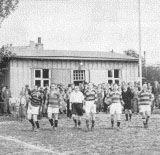
Seu del club a Enghavevej, Vesterbro usada el 1905-1942.

Els primers anys, el Frem jugà a Østerbro (Copenhaguen), al camp de Blegdamsfælleden, juntament amb els seus rivals AB i KB. El 1905 es traslladà als terrenys d'Enghavevej, Vesterbro.
El 1942 es traslladà al Valby Idrætspark, tot i que molts partits els va jugar a Idrætsparken. Actualment està en planificació la construcció d'un nou estadi a la zona.

## Jugadors destacats
| - Flemming Ahlberg 1967-1979 - Finn Bøje 1968-1973 - Lars Broustbo 1982-1995 - Axel Byrval 1893-1895, 1896-1909 - Stefan Campagnolo 1999-2003 - Walter Christensen 1937-1947 - Kaj Christiansen 1942-1948 - Knud Christophersen 1926-1935 - Hans Colberg 1942-1950 - Dan Eggen 1990-1993 - Svend Frederiksen 1936-1947 - Michael Giolbas 1997-2001 - John Hansen 1943-1948, 1957-1960 - Kaj Hansen 1960-1967 - Sophus Hansen 1906-1921 - Per Henriksen 1949-1960 | - Eiler Holm 1921-1934 - Jørn Jeppesen 1967-1980 - Martin Jeppesen 1992-1994, 1996-2005, 2006-2007 - Pauli Jørgensen 1924-1942 - Sophus Krølben 1904-1910, 1912-1921 - Birger Larsen 1961-1969 - Lars Larsen 1970-1989 - Otto Larsen 1913-1924 - Søren Larsen 2003-2004 - George Lees 1951-1960 - Søren Lyng 1987-1991 - Ole Mørch 1967-1980 - Jørgen Nielsen 2003-2007, 2008 - Leif Nielsen 1961-1967 - Leif "Osten" Nielsen 1962-1972 | - Leo Nielsen 1940-1949 - Johannes Pløger 1939-1948 - Jan B. Poulsen 1969-1976 - Leif Printzlau 1967-1977 - Ole Rasmussen 1979-1989 - Mirko Selak 2001-2005 - Helmuth Søbirk 1935-1937, 1939-1949 - Egon Sørensen 1935-1945 - Erling Sørensen 1939-1948 - Finn Willy Sørensen 1960-1967 - Thomas Thøgersen 1988-1993, 2002-2003 - Mikkel Thygesen 2002-2004 - Kaj Uldaler 1924-1927 - Kim Vilfort 1981-1985 - Per Wind 1973-1993, 1998 |

## Galeria

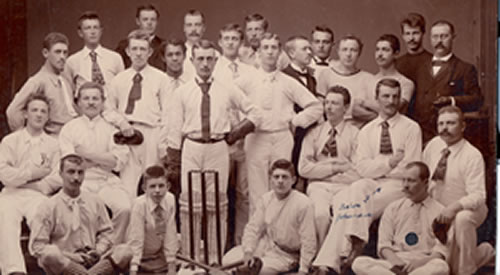
Plantilla de criquet, 1892.

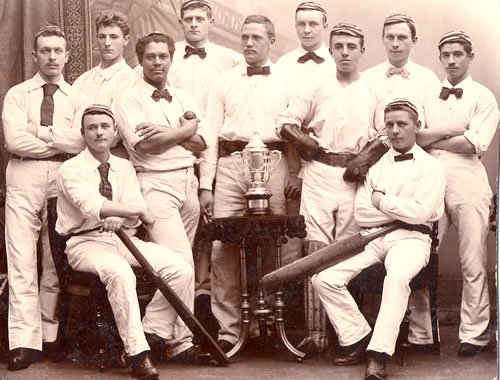
Plantilla de criquet, 1898.

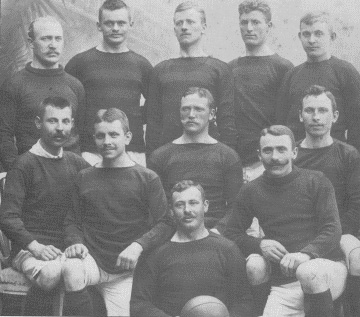
Plantilla del Frem campiona el 1901-1902.

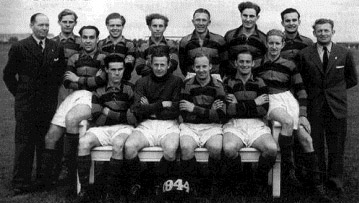
Plantilla del Frem campió el 1943-1944.

|  |  |  |  |